# Jensen Lewis
Jensen Daniel Lewis (né le 16 mai 1984 à Cincinnati, Ohio, États-Unis) est un ancien lanceur de relève droitier ayant évolué dans la Ligue majeure de baseball avec les Indians de Cleveland de 2007 à 2010.

## Carrière

### Carrière scolaire et universitaire
Après des études secondaires à la Anderson High School de Cincinnati (Ohio), Jensen Lewis Drafté  par les Indians de Cleveland le 4 juin 2002. Il repousse l'offre et porte les couleurs de l'Université Vanderbilt de 2003 à 2005. Jensen enregistre 8 victoires pour 3 défaites et une moyenne de points mérités de 2,55 en 2005.

### Carrière professionnelle
Drafté le 7 juin 2005 par les Indians de Cleveland au troisième tour de sélection, il connait une progression rapide au sein des clubs-écoles de l'organisation des Indians et est appelé en Ligue majeure en juillet 2007. Ses bonnes performances (2,15 de moyenne de points mérités) comme releveur lui permettent de disputer les matchs de séries éliminatoires en fin de saison. Il lance 7 manches et deux tiers en 7 sorties lors des séries éliminatoires de 2007 avec Cleveland. Après avoir blanchi les Yankees de New York en deux manches sans même leur accorder de coups sûrs en deux sorties durant la Série de division, il est victime de 4 points dans la Série de championnat de la Ligue américaine qui oppose Cleveland aux Red Sox de Boston.
Présent dans la rotation des releveurs des Indians pendant la plus grande partie de la saison 2008, il est utilisé comme stoppeur lors des deux derniers mois. Il signe treize sauvetages du 8 août au 26 septembre.
Lewis joue 161 parties pour les Indians de 2007 à 2010. Il maintient une moyenne de points mérités de 3,68 en 198 manches lancées au total, réalise 14 sauvetages, réussit 177 retraits sur des prises, remporte 7 victoires et encaisse 11 défaites.
Son dernier match dans les majeures est disputé le 1er octobre 2010, après quoi il joue 3 saisons en ligues mineures : en 2011 avec un club-école des Indians, en 2012 avec un club affilié aux Diamondbacks de l'Arizona, puis en 2013 pour cinq matchs avec les Cubs de l'Iowa, affiliés aux Cubs de Chicago.
Il entreprend en 2014 une seconde carrière d'analyste lors des matchs de baseball sur SportsTime Ohio.

## Statistiques
| Saison | Équipe    | G   | GS | CG | SHO | V | D  | SV | IP    | SO  | ERA  |
| ------ | --------- | --- | -- | -- | --- | - | -- | -- | ----- | --- | ---- |
| 2007   | Cleveland | 26  | 0  | 0  | 0   | 1 | 1  | 0  | 29.1  | 34  | 2,15 |
| 2008   | Cleveland | 51  | 0  | 0  | 0   | 4 | 0  | 13 | 66.0  | 52  | 3,82 |
| 2009   | Cleveland | 47  | 0  | 0  | 0   | 2 | 4  | 1  | 66.1  | 62  | 4,61 |
| 2010   | Cleveland | 37  | 0  | 0  | 0   | 4 | 2  | 0  | 36.1  | 29  | 2,97 |
| Totaux | Totaux    | 161 | 0  | 0  | 0   | 7 | 11 | 14 | 198.0 | 177 | 3,68 |

| Saison | Équipe    | G | GS | CG | SHO | V | D | SV | IP  | SO | ERA  |
| ------ | --------- | - | -- | -- | --- | - | - | -- | --- | -- | ---- |
| 2007   | Cleveland | 7 | 0  | 0  | 0   | 0 | 0 | 0  | 7.2 | 7  | 4,70 |
| Totaux | Totaux    | 7 | 0  | 0  | 0   | 0 | 0 | 0  | 7.2 | 7  | 4,70 |

Note : G = Matchs joués ; GS = Matchs comme lanceur partant ; CG = Matchs complets ; SHO = Blanchissages ; 
V = Victoires ; D = Défaites ; SV = Sauvetages ; IP = Manches lancées ; SO = Retraits sur des prises ; ERA = Moyenne de points mérités.